# Композитный лук

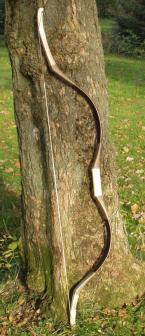

Композитный лук (составной лук) — лук, сделанный из различных материалов, плотно соединённых между собой, что позволяет достичь наибольшей эффективности стрельбы.

## Конструкция

Английский длинный лук: 1 — роговая вставка (законцовка лука); 2 — спина (внешняя сторона); 3 — живот (внутренняя сторона)

Азиатские композитные луки чаще всего делались из деревянной основы, на «животе» лука крепилась роговая вставка, а на «спине» — жилы. Рог и сухожилия позволяли достичь наилучшего качества лука по сравнению с простыми деревянными луками той же длины. Благодаря нескольким слоям лук получался сильнее и прочнее. Одинаковое натяжение простого и композитного лука давало разные результаты: стрелы, выпущенные из композитного лука, улетали дальше и били сильнее.
На северо-востоке Сибири, а также на Аляске — южными эскимосами и прибрежным атабаскским племенем танайна (кенайцы) — применялись укреплённые (усиленные) луки для охоты на морского зверя и не только, имеющие усиление из одной-двух связок жильных шнуров, примотанных к спинке лука, которое повышает силу натяжения.
Главным конструктивным отличием составного лука являлось то, что если простой лук с ненатянутой тетивой представлял собой ровную палку, то у составного плечи были выгнуты вперед, отсюда волнообразная форма лука при натянутой тетиве.

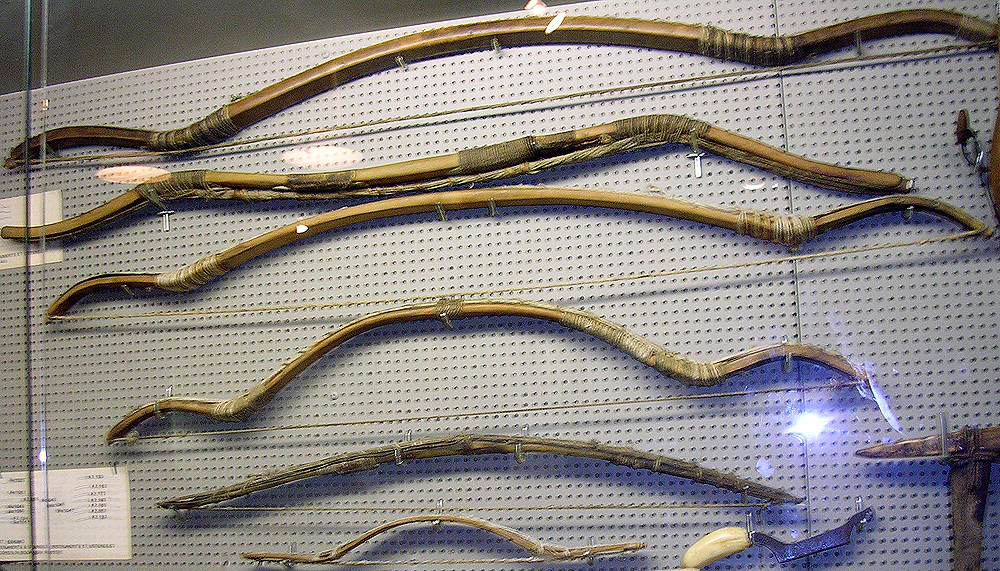
Иннуитские луки с пучками жил на «спине»

## Достоинства и недостатки

### Достоинства
Главное достоинство композитного лука по сравнению с простым (то есть сделанного из цельного куска древесины) заключалось в том, что при меньшем размере и меньшем максимальном усилии натяжения такой лук был намного мощнее. Это связано с меньшим падением силы натяжения во время выстрела. При спуске тетивы возникает противоречие - максимальное натяжение, а соответственно давление на стрелу происходит когда она неподвижна, а по мере нарастания скорости давление падает и стреле передается все уменьшающийся импульс. Так как при не натянутой тетиве плечи составного лука направлены вперед, то при приведении его в боевое положение тетива исходно находится под значительным натяжением, поэтому по мере хода стрелы натяжение падает слабо, что при выстреле обеспечивает более равномерную передачу импульса. Хотя общие физические усилия затрачиваемые при стрельбе из составного лука  практически такие же как и при стрельбе из подобного по мощи длинного лука, и требуют не меньшей выносливости, значительно меньшее усилие максимального натяжения, не требует для стрельбы из составного лука такой физической силы как для стрельбы из длинного, поэтому большее число людей может быть лучниками. Кроме того, композитные луки были намного удобнее, если приходилось стрелять с лошади и, возможно, с повозки. Практически все современные[когда?] олимпийские луки — композитные. Композитный лук способен запускать стрелы при большем температурном диапазоне. Также не теряет свойства при намокании.

### Недостатки
Изготовление композитного лука требует намного больше времени и сил, а также большего количества материалов. В условиях повышенной влажности традиционно используемый животный клей терял свою стойкость и клеящие качества.